# Balacra jaensis
Balacra jaensis là một loài bướm đêm thuộc phân họ Arctiinae, họ Erebidae.